# Chūmes̄qāl
Chūmes̄qāl (persiska: چومثقال, Chomes̄qāl) är en ort i Iran.   Den ligger i provinsen Gilan, i den nordvästra delen av landet, 260 km nordväst om huvudstaden Teheran. Antalet invånare är 539.
Terrängen runt Chūmes̄qāl är mycket platt. Runt Chūmes̄qāl är det tätbefolkat, med 493 invånare per kvadratkilometer. Närmaste större samhälle är Bandar-e Anzalī, 14,1 km nordost om Chūmes̄qāl. Trakten runt Chūmes̄qāl består till största delen av jordbruksmark.